# 哈伊克

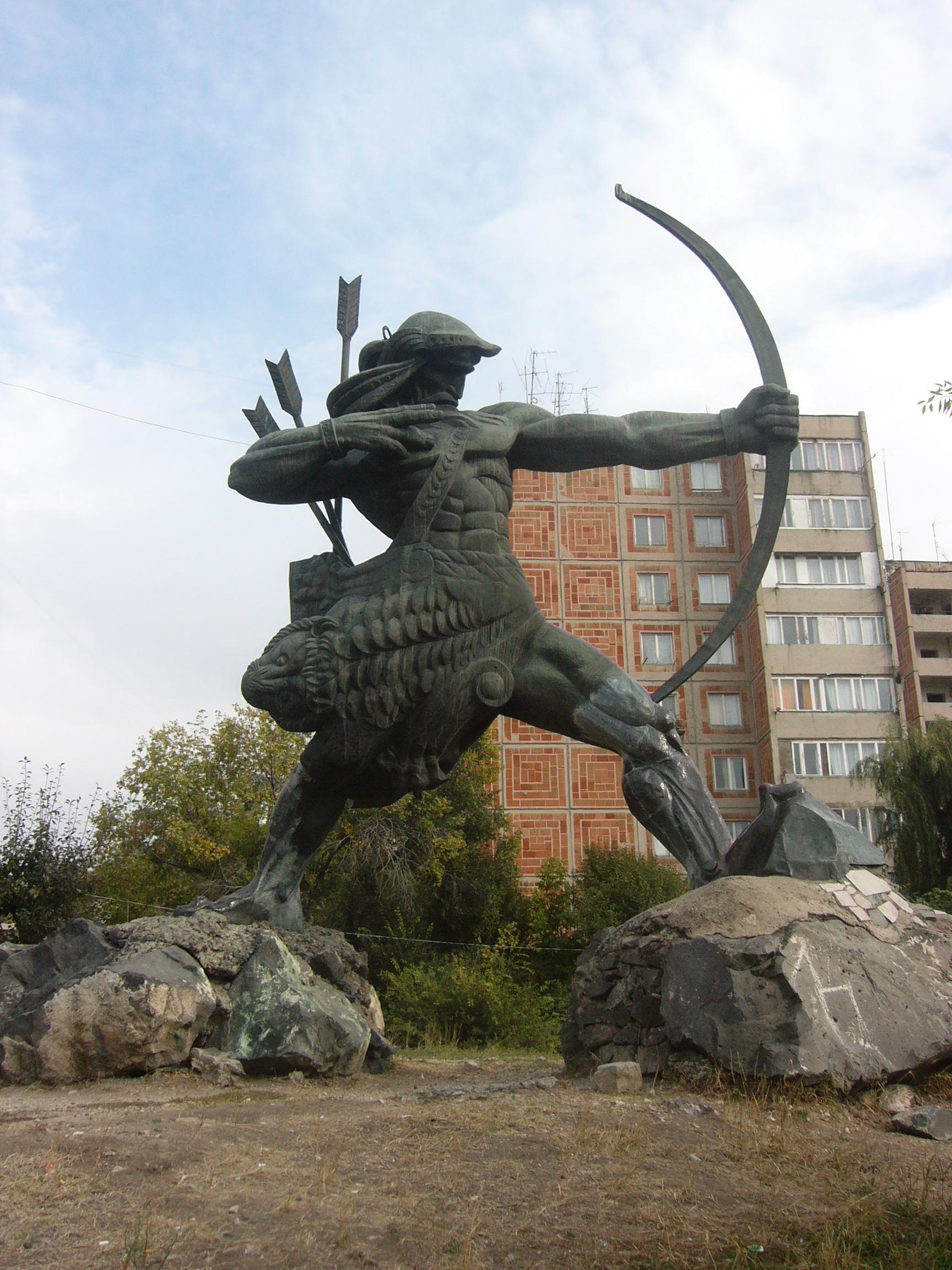
位于亚美尼亚埃里温市的哈伊克雕像

哈依克（亞美尼亞語：︔Hayk）或哈伊格（Hayg），也被称为哈伊克·纳哈佩特（Հայկ Նահապետ；Haik Nahapet，「哈依克部落首领」的意思），传说中亚美尼亚民族的酋长和创始人。他的故事被亚美尼亚的历史家，阔伦尼的摩西（公元410年至490年）写入亚美尼亚历史。

## 词源
族长名字Hayk与“亚美尼亚人”并不完全同音 Hayk’，Հայք Hayk’是古亚美尼亚语中հայ （hay）词汇“亚美尼亚人”的主格复数。部分声称Hayq'（Հայք）的词源来自 Hayk （Հայկ）的说法，是不可靠的，词汇Hay “亚美尼亚人”) 的原义实际是可考的，虽然 Hayk 和 Haig 通常与hay (հայ) 和 hayer （հայեր现代亚美尼亚语中主格复数]]）相连，是亚美尼亚人的自指。
哈伊克亚美尼亚神话中的英雄，亚美尼亚人始祖。据古老的传说，他还是星相英雄，在亚美尼亚人译的《圣经》里把猎户星座叫作哈伊克星座；是天神生下的优秀弓箭猎人、巨人、美男子。他还是时间划分者。古亚美尼亚日历上的月份被认为是他的子女。在5-7世纪的史诗里，他已是亚美尼亚人的始祖。哈伊克最著名的继承者之一，是定居在米坦尼（西亚美尼亚）旁东亚美尼亚的阿拉姆，当时萨尔贡二世曾提到过的部分令他厌烦的亚美尼亚国王之一（亚美尼亚-印度-伊朗语族）-Bagatadi（“西奥多”）。
在苏联时代的亚美尼亚史学中，与赫梯铭文所提到的哈亚萨（Hayasa）也有联系。

## 系谱
阔伦尼的摩西列出了哈伊克的族系谱：雅弗特(Japheth)、歌篾(Gomer)和提拉(Tiras)和陀迦玛(Torgom)，哈伊克和他的后裔为阿马西亚(Amasya)、阿拉(Ara)、阿拉姆(Aram)、阿拉迈斯(Aramais)、亚美纳克(Armanak)、格哈姆（Gegham）和哈尔曼（Harma）。哈伊克也是巴格拉提德王朝的奠基人。

## 民间传说

### 哈伊克与贝勒国王

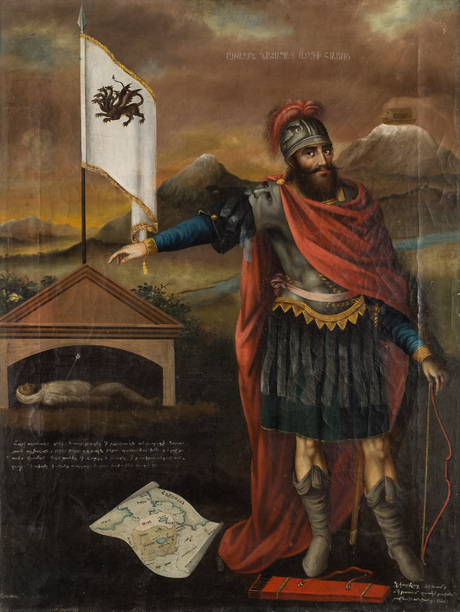
哈伊克，亚美尼亚民族的传奇创始人，站在贝勒的墓旁，哈伊克的箭依然插在贝勒胸口。该幅画描绘了凡湖区和诺亚方舟之地阿拉腊山。

巴比伦之塔时代之后，暴君柏爾（貝勒）入主巴比伦，并要征服和统治全世界，哈伊克坚决反对。他的儿子亚美纳克在巴比伦生下之后，他便率领全体家族成员(包括约男子三百名)离开巴比伦，向北迁徙。他们在凡湖东南方的土地上定居下来。他在一座山的山麓下建造了房屋，留给了亚美纳克的儿子卡德莫斯，他本人则继续率众北上。他在哈尔克（意为父辈”）高山平原上建立了村庄，取名哈伊卡申（意为“哈伊克建造的”）。贝勒要求哈伊克承认他的政权，并返回巴比伦居住，哈伊克严词拒绝。贝勒怒，亲率大军围攻卡德莫斯。哈伊克接到孙子的报急信息，率领人马迎击贝勒入侵者。他张开自己的巨弓（“宽大得有如湖泊”），一箭便将贝勒射穿，敌军溃败主。哈伊克在在曾是战场的地方建立了哈伊克村，后来这个村名发展为国名。这个人物形象经常反映在文学、艺术当中。在埃里温的诺尔克高地上至今矗立着雕塑家努里扎尼扬创作的哈伊克的青铜像。巴格拉图尼创作了长诗《勇士哈伊克》)。

### 巨人之战和贝勒战败

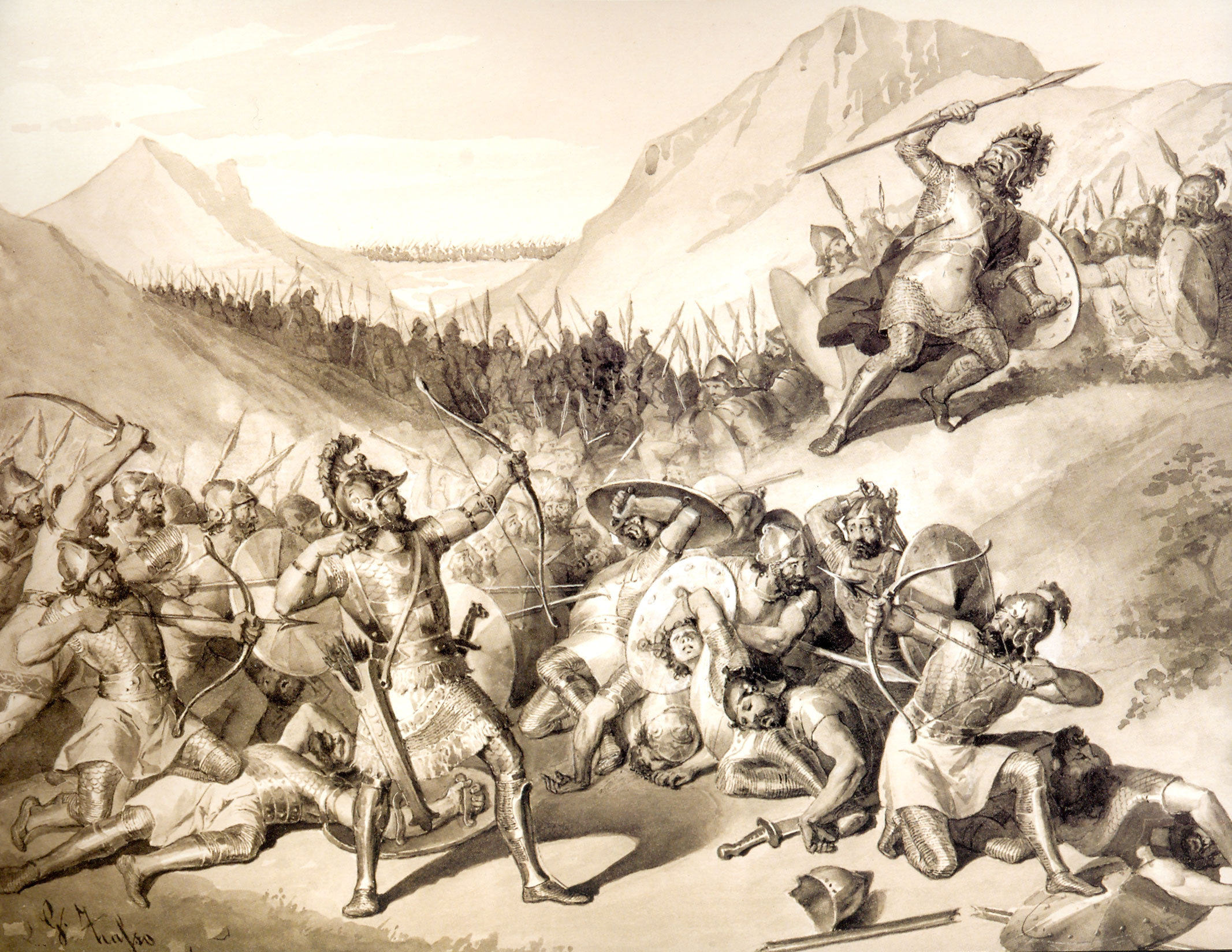
哈伊克用一枝箭打败了贝勒.

哈伊克和他的手下很快就在山口处发现了贝勒的军队（阔伦尼的摩西写的地址是达斯塔凯特），而贝勒国王正在先头部队中。
“巨人之战”发生在凡湖东南的Julamer 附近，于公元前2492年或公元前2107年的8月11日（根据亚美尼亚传统纪年），哈伊克使用一张几乎不可能用的大长弓射杀了贝勒，使国王的军队陷入混乱。 
贝勒与他的战士所倒下的那座山，被哈伊克命名为“Gerezmank”，意为“坟墓”。他将贝勒的尸体进行了防腐并下令将它带到哈尔克（Hark ），葬在他妻儿可看到他的高地上。

## 参阅资料
1. 1 2 3  Template:Thomson 1978
2. ↑  国际标准圣经百科全书; the ISBE uses the outdated terms Aryan for Indo-European.
3. ↑  Eduard L. Danielian, "The Historical Background to the Armenian State Political Doctrine," 279–286 in Nicholas Wade, Armenian Perspectives (Surrey, UK, 1997) 279, citing E. Forrer, "Hajassa-Azzi," Caucasia, 9 (1931), and P. Kretschmer, "Der nationale Name der Armenier Haik," Anzeiger der Acad. der Wiss. in Wien, phil.-his. Klasse (1932), n. 1–7
4. ↑  亚美尼亚的历史 1.5  （页面存档备份，存于）
5. ↑  《世界神话辞典》，第682页，辽宁人民出版社，1989年

- P. Kretschmer. "Der nationale Name der Armenier Haik"
- Vahan Kurkjian, "History of Armenia," Michigan, 1968  （页面存档备份，存于）